# Jean Brusselmans
Pour les articles homonymes, voir Brusselmans.
Jean Brusselmans, né à Bruxelles le 13 juin 1884 et mort à Dilbeek le 9 janvier 1953 , est un peintre belge, graveur et décorateur.

## Biographie
Après avoir passé sa prime enfance à Paris, il entre à l'âge de quatorze ans, comme graveur et lithographe à la Société belge de Lithographie à Bruxelles.
De 1897 à 1900, il complète son apprentissage de graveur à l'académie des beaux-arts de Bruxelles. Très tôt, il décide de devenir peintre car la profession de graveur lui déplaît. Après 1904, il s'y inscrit aux cours du soir de dessin jusqu'à 1906.
Il préfère suit son programme personnel et étudie la nature, s'inspire de peintres aussi divers que P. Bruegel, Jacob Jordaens, Gustave Courbet et Édouard Manet. Sa première grande composition date de 1907 : La Campagne des Pleurs qui représente des femmes nues dans un bois. Le tableau contient des réminiscences de C. Montald et de Courbet. Cette même année, il loue un atelier avec Rik Wouters. Il y rencontre Auguste Oleffe, Ramah et Ferdinand Schirren, ceux que l'on nommera plus tard les fauves brabançons et jusqu'en 1920, il a une période fauve, sous l'influence de ses amis.
En 1911 il épouse Marie-Louise Frisch dont il a un fils, Armand. Il devient membre du cercle L'Effort et fonde un cercle artistique Le Clan du Paruck. En 1912, il participe à son premier salon à la Galerie Georges Giroux.
Pendant la Première Guerre mondiale, il réside à Auderghem où habite Auguste Oleffe. Les liens d'amitié qui le lient, tant à Oleffe qu'à Schirren et Wouters, se resserrent. Sur tous trois, l'influence de Cézanne sera grande, la couleur devient l'élément primordial et les thèmes intimistes, plus fréquents. De cette période date Au Jardin (1916, Bruxelles, M.R.B.A.B.), où il donne une interprétation personnelle du fauvisme brabançon. Bien qu'il utilise de larges touches de couleur rectangulaires, la construction du tableau est prépondérante. 
À partir de 1920, il développe son propre style géométrique, mais ce n'est qu'en 1921 qu'il aura sa première exposition personnelle, à la galerie Breckpot à Anvers. En 1924, il se fixe à Dilbeek jusqu'à sa mort et expose au Centaure à Bruxelles. En 1930, il devient membre fondateur de l'Art Vivant, à l'initiative de Paul Haesaerts, et en 1931, il participe à la fondation du groupe Les Compagnons de l'Art. Cette même année, a lieu sa première rétrospective au palais des beaux-arts de Bruxelles.
Durant la Seconde Guerre mondiale, l'occupant imposa le retrait de ses œuvres d'une exposition intitulée Les Constructeurs.

## Œuvre
- Enfant dans le berceau, 1911, huile sur toile, 55 × 40 cm, Mu.Zee, Ostende[3]
- Femme accoudée, 1920, huile sur toile, 79 × 60 cm, Musée des Beaux-Arts de Gand[4]
- Paysans, 1928, huile sur toile, 150 × 150 cm, Musée des Beaux-Arts de Gand[5]
- L'Ancien pont de la Princesse à Molenbeek-Saint-Jean, 1934, estampe (n°17/50), 61 × 84 cm, Bibliothèque royale de Belgique[6]
- Femme dans la cuisine, 1935, huile sur toile, 150 × 150 cm, Musée des Beaux-Arts de Gand[7]
- Le Phare, Dessin sur papier, Bibliothèque royale de Belgique[8]

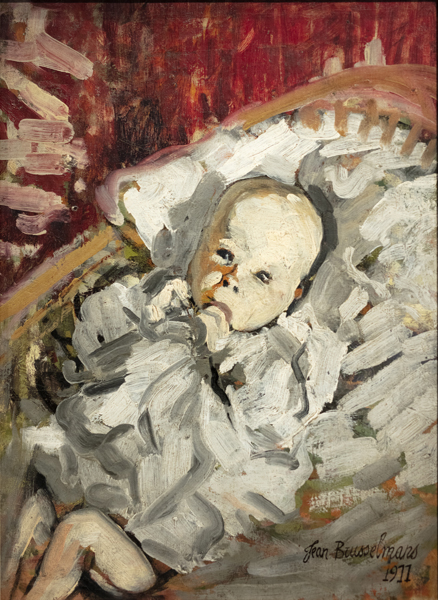
Enfant dans le berceau, 1911 Mu.Zee, Ostende
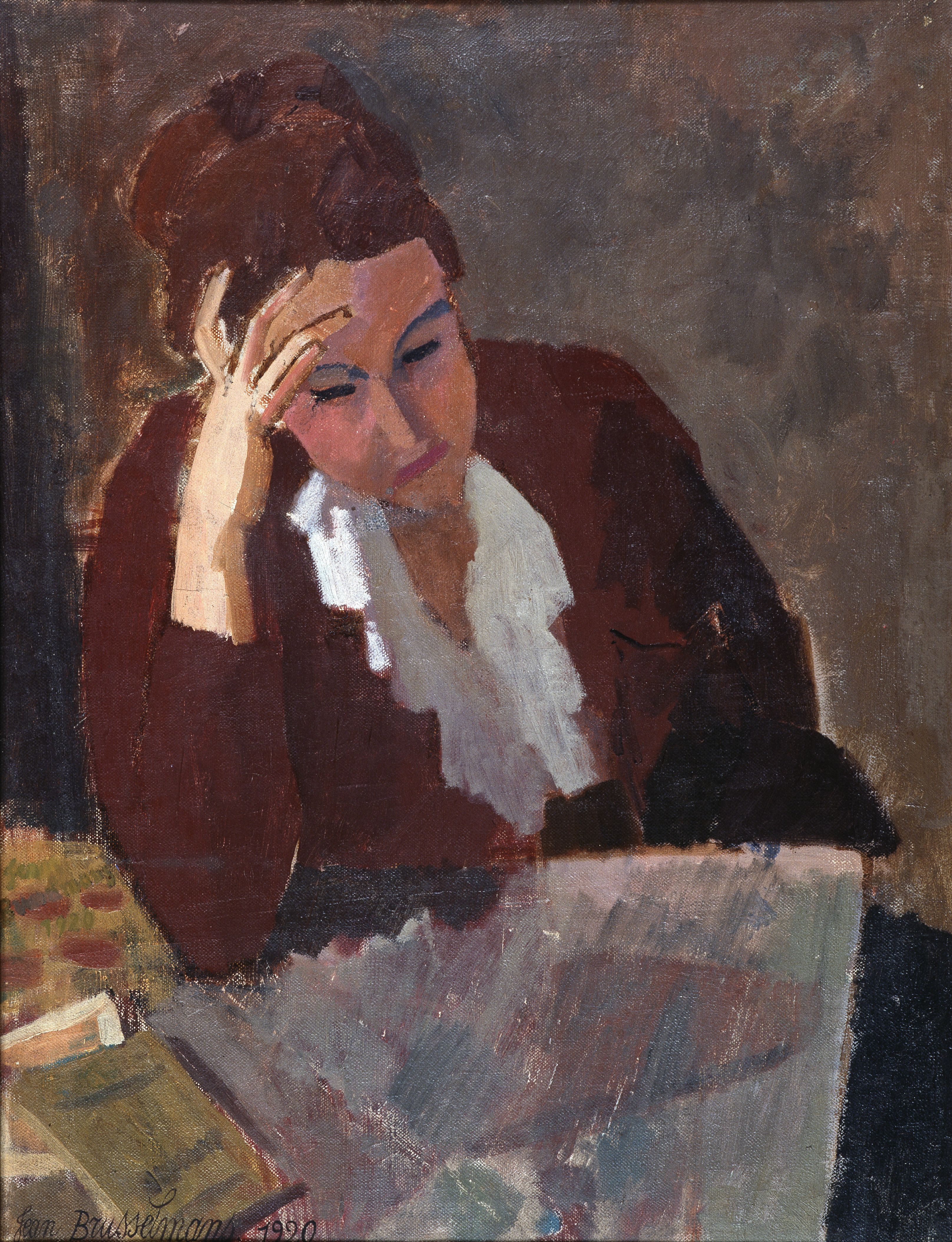
Femme accoudée, 1920 Musée des Beaux-Arts de Gand
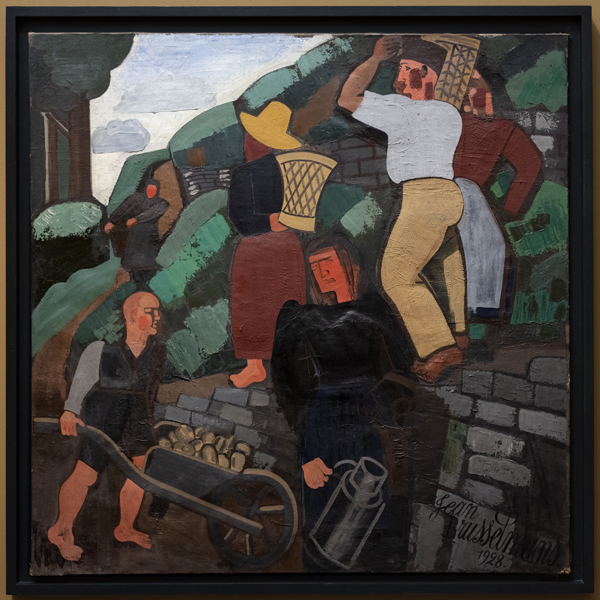
Paysans, 1928 Musée des Beaux-Arts de Gand
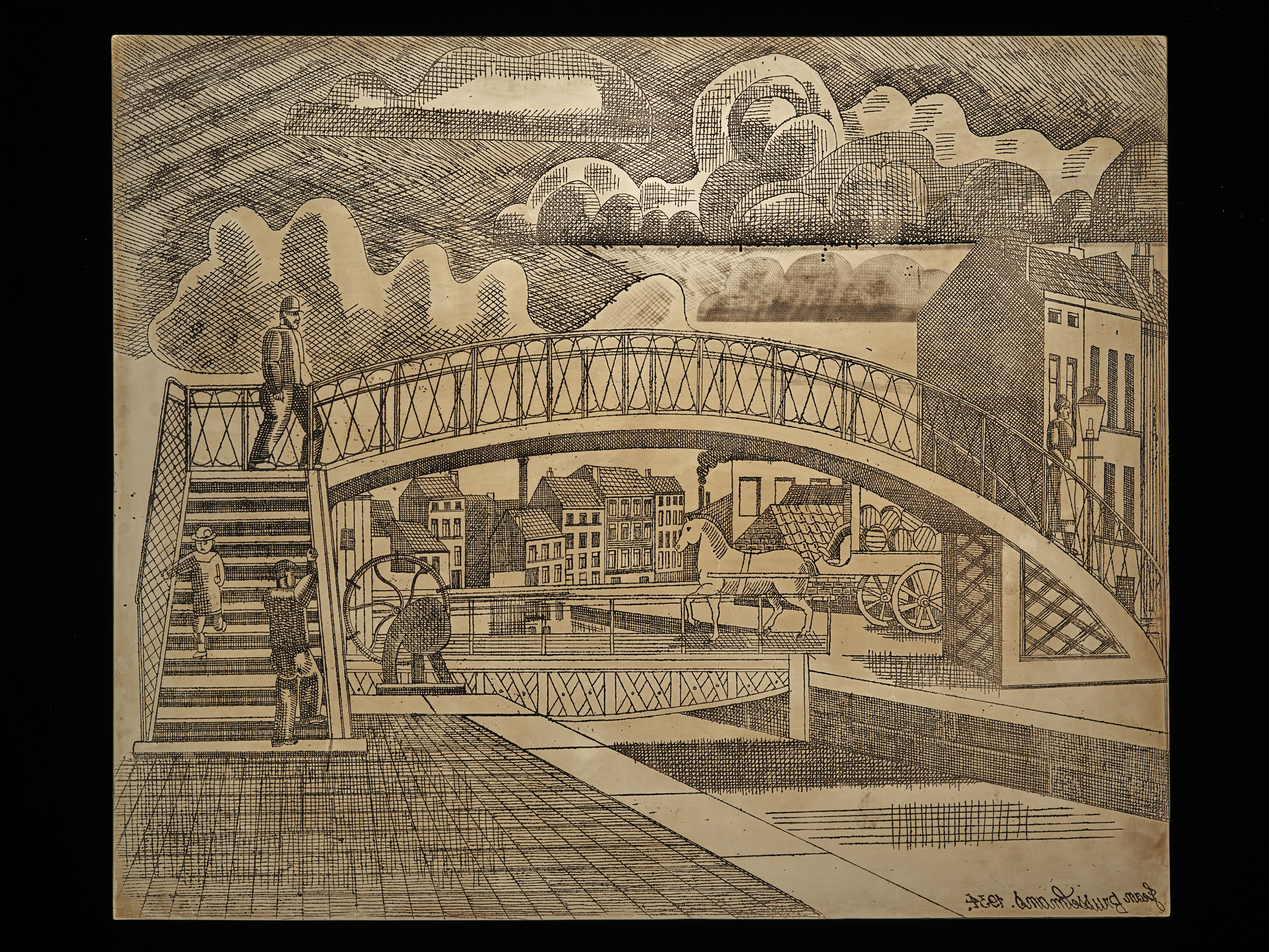
L'Ancien pont de la Princesse à Molenbeek-Saint-Jean, 1934 Bibliothèque royale de Belgique
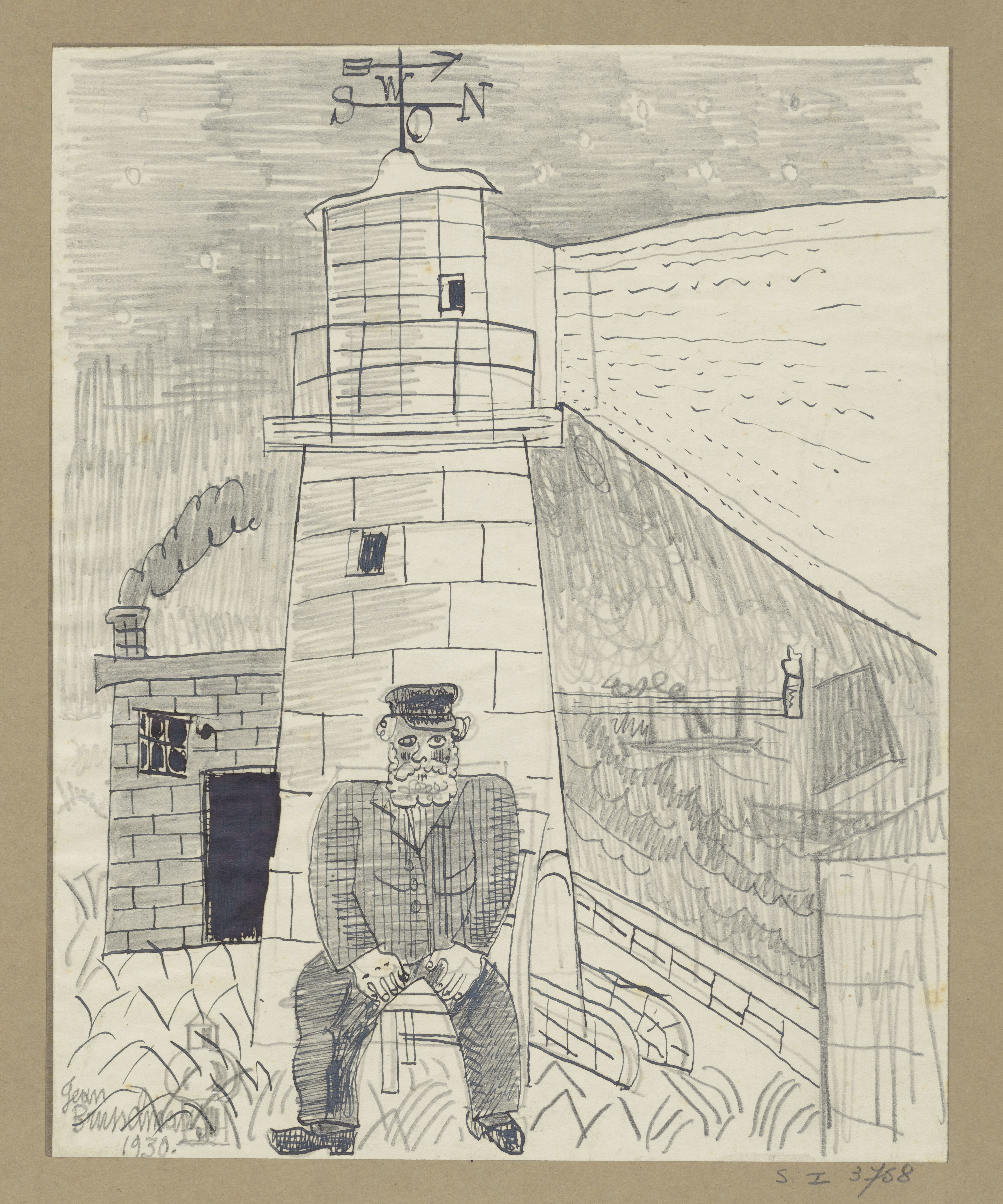
Le Phare Bibliothèque royale de Belgique
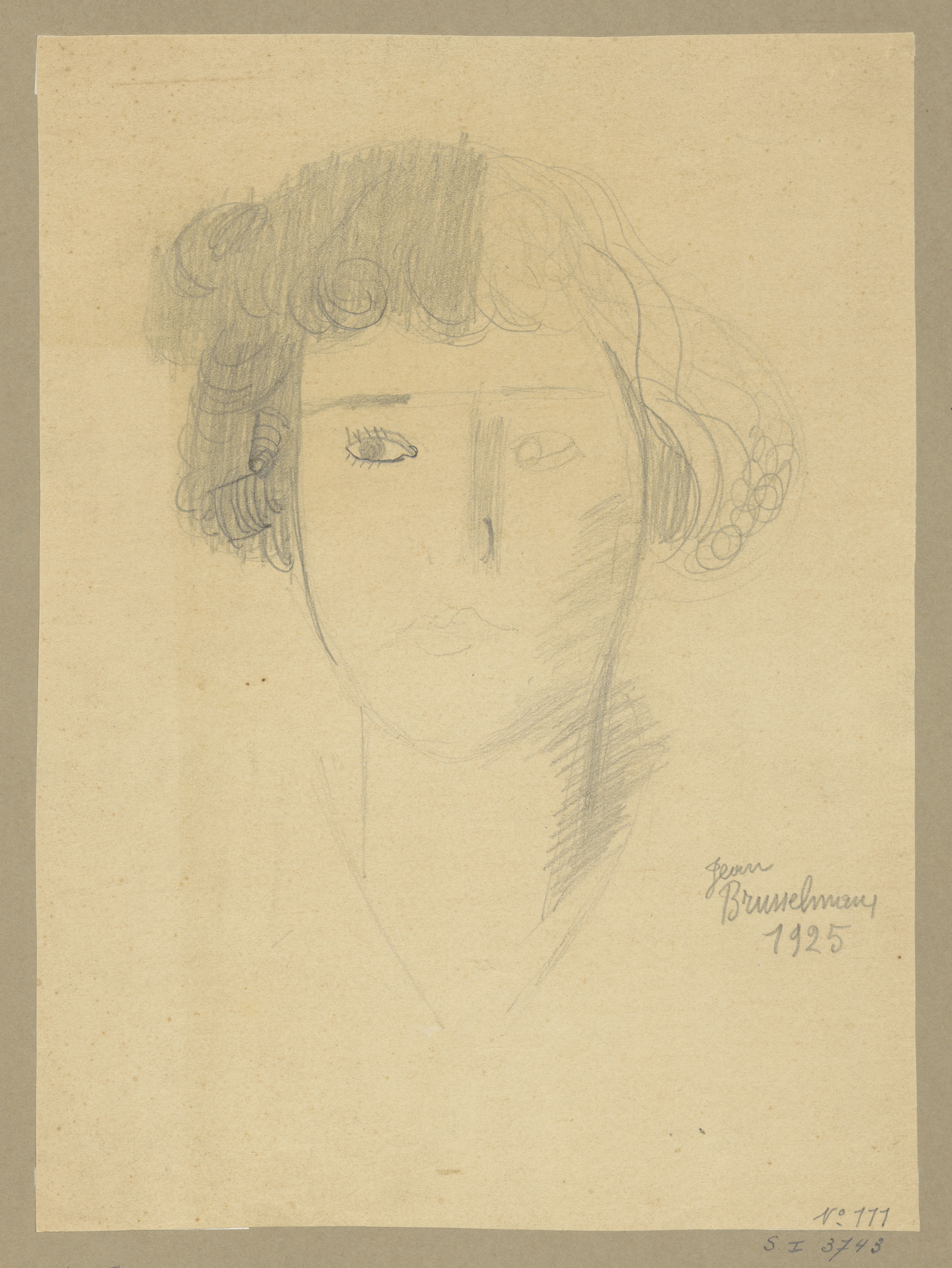
Tête de femme [réf. nécessaire]